# Трифонов, Георгий Александрович
Георгий Александрович Трифонов (7 октября 1916, Петроград, Российская империя — 2002, Санкт-Петербург) — русский советский писатель-прозаик, поэт и драматург.

## Биография
ЧЕТВЕРТЫЙ СПРАВА
Живым поверка – слава мертвым,
В строю не стало одного.
Он от меня стоял четвертым,
И я равнялся на него.
1944
ДОРОГА
За пядью пядь, заснеженною далью,
Где взорваны пути на Ленинград,
Мы шли вперед и закрепляли сталью
Родную землю, взятую назад.
1943
Родился в 1916 году в Петрограде. Образование высшее (Ленинградский электротехнический институт связи им. М. А. Бонч-Бруевича, Ленинградский государственный педагогический институт им. А. И. Герцена).
Благодаря полученному образованию в области электротехники, работал на технических должностях на студиях «Ленфильм» и «Арменкино», где занимался обслуживанием звукозаписывающей аппаратуры.
В печати дебютировал в двадцатилетнем возрасте в 1936 году. В предвоенные и военные годы работал корреспондентом газеты «Смена» (1939—42), затем  — фронтовой редакции газеты «Комсомольской правды» (с 1944).
Скончался в 2002 году в Санкт-Петербурге.

## Творчество
Плодовитый писатель, автор многочисленных произведений, выдержанных в русле «официальной» советской литературы. Автор нескольких «полноразмерных» и сборника одноактных пьес, которые активно ставились в театре, по их мотивам выпускались теле- и радиоспектали. Автор слов баллады «Ночной патруль», исполнявшейся в Ленинградской филармонии в годы Блокады. Написал, по меньшей мере, один киносценарий («Большой заплыв») многочисленные рассказы и очерки, который позже издавались сборниками, а также нескольких сборников стихов.

## Сочинения
- Дорогою фронтов: Лен. стихи. Ереван, 1944
- Большие обиды: Пьеса в 4 д. М.: ВУОАП, 1947
- На новых путях (Свои и чужие): Пьеса // Смена. 1951. 11 март.
- Честь невесты: Комедия в 1 д. 2 карт. М., 1955
- Строгая молодость: Сб. стихов. Л., 1958
- Обязательное свидание: Комедия в 3 д. 4 карт. // Нева. 1961. № 7
- Мост разводится в полночь: Драма в 1 д. // Театр. 1961. № 2
- Остановись, мгновение: Комедия в 3 д. 5 карт. М.: ВУОАП, 1965
- Шоссе через лес: Пьеса в 1 д. М., 1968
- Первая красавица: Комедия в 1 д. М.: ВУОАП, 1970
- Театр маленькой пьесы. Л., 1970
- Пристрастие: Сб. стихов. Л., 1973
- Стихотворения. Баллады. Л., 1976
- Главный экзамен // Одноактные комедии. М., 1979.
- Завещание коммунара: Поэма. Л.: Лениздат, 1987.
- Тогда, в метель…:Поэма. М.: РБП, 1994. (серия «библиотечка поэзии»)